# 楽園をめざして
「楽園をめざして」（らくえんをめざして）は、風味堂の3枚目のシングル。2005年4月27日発売。発売元はビクターエンタテインメント。

## 解説
JAL「FLY!JAL!10,000マイルキャンペーン」CMソング。
PVには同じ事務所で風味堂ファンの木村佳乃が友情出演している。またこれに関して2007年8月19日放送のみゅーじんで語った。

## トラック
1. 楽園をめざして
（作詞・作曲:渡和久、編曲:森俊之・風味堂）
2. 君が生まれたその喜びを今夜僕らは歌にしよう
（作詞・作曲:渡和久、編曲:風味堂）
3. ライヴが始まる
（作詞・作曲:渡和久、編曲:風味堂）
 この曲は文字通り風味堂ライブの一曲目に演奏されることが多い。スタジオ版の歌詞はたった3行しかないが、この楽曲はライブ毎に歌詞がその場その場のものに変えられ、随所で客あおりのMCが入れられている。